# Маргарет Кеннард
Маргарет Кеннард (англ. Margaret Kennard, 25 вересня 1899 — 12 грудня 1975 рр.) — американський невролог, яка в основному вивчала вплив неврологічних пошкоджень на приматів. Її робота призвела до створення принципу Кеннард, який створює негативну лінійну залежність між віком ураження мозку та очікуваною тривалістю результатів: іншими словами, чим раніше в житті відбувається ураження мозку, тим більше шансів на деяку компенсацію механізму повернення хоча б деяких поганих наслідків ураження.

## Біографія
Вона заробила стипендію для подорожей Рокфеллера за навчання в Західній Європі з 1934 по 1936 рік. Вона також вивчала вплив стимуляторів та кортикальних депресантів на мавп із ураженням мозку.

## Принцип Кеннард
Спостереження про те, що молодий мозок реорганізується ефективніше, ніж мозок у дорослих, було вперше сформульовано Кеннардом у 1936 р. Отже, уявлення про те, наскільки добре мозок може реорганізуватися після пошкодження як функція стадії розвитку, тепер відоме як «принцип Кеннард». Це дослідження призвело до одного з найбільш ранніх експериментальних доказів впливу віку на нейропластичність.
Вона тісно співпрацювала з Джоном Фултоном у її знаменитих дослідженнях мозку немовлят.